# Eremobothynus cornutus
Eremobothynus cornutus är en skalbaggsart som beskrevs av Steinheil 1872. Eremobothynus cornutus ingår i släktet Eremobothynus och familjen Dynastidae. Inga underarter finns listade i Catalogue of Life.